# Herbert Leonhardt
Herbert Leonhardt (* 27. Januar 1925 in Mühlleithen (Klingenthal); † 6. Juli 1986 in Rodewisch) war ein deutscher nordischer Skisportler, der im Skispringen, im Skilanglauf und in der Nordischen Kombination startete.

## Leben
Leonhardt trat zum 20. April 1943 der NSDAP bei (Mitgliedsnummer 10.000.602). Als gelernter Zimmermann begann er seine Sportlerkarriere in der Betriebssportgemeinschaft (BSG) Musik Klingenthal-Aschberg der Harmonikawerke Klingenthal.
Leonhardt gewann bei den Wintersportmeisterschaften der Sowjetischen Besatzungszone 1949 in Oberhof alle vier Goldmedaillen in den nordischen Disziplinen. Ein Jahr später landete er im Skilanglauf-Einzel von Schierke nur auf Rang vier und gewann Bronze in der Kombination. Er landete zudem bei den Olympischen Winterspielen 1956 in Cortina d’Ampezzo im Einzel den 28. Platz. Ein Jahr zuvor sicherte er sich noch einmal eine Bronzemedaille im Langlauf bei den DDR-Meisterschaften. Als Aktiver gewann er elf Goldmedaillen bei DDR-Meisterschaften und wurde 1953 als erster Wintersportler der DDR von Walter Ulbricht mit dem Ehrentitel „Meister des Sports“ ausgezeichnet.
Nach einem Studium an der Deutschen Hochschule für Körperkultur in Leipzig begann er die Trainerlaufbahn beim SC Dynamo Klingenthal, zuerst in der Nordischen Kombination, ab 1961 im Spezialsprunglauf. Zu seinen Schützlingen gehörten Ulrich Pschera, Matthias Buse, Manfred Deckert und Klaus Ostwald.
Leonhardt wurde bereits 1949 in den ersten Gemeinderat der kleinen Vogtlandgemeinde Mühlleithen gewählt. Bei den Kommunalwahlen 1965 wurde er erneut in den Rat der Gemeinde gewählt, war ab 1971 stellvertretender Bürgermeister von Mühlleithen und kandidierte zu den Kommunalwahlen am 6. Mai 1984 wiederum für die Gemeindevertretung.
Major der VP Herbert Leonhardt war Mitglied der Sozialistischen Einheitspartei Deutschlands (SED) und starb nach kurzer Krankheit im Alter von 61 Jahren.